# Marcell Jansen
Marcell Jansen (n. 4 noiembrie 1985, Mönchengladbach, Germania) este un fotbalist german retras din activitate.

## Goluri pentru echipa națională
| # | Data           | Stadion                                                     | Adversar      | Scor | Rezultat | Competiția                         |
| - | -------------- | ----------------------------------------------------------- | ------------- | ---- | -------- | ---------------------------------- |
| 1 | 2 iunie 2007   | Frankenstadion, Nürnberg, Germania                          | San Marino    | 2-0  | 6-0      | Euro 2008: calificări              |
| 2 | 28 martie 2009 | Zentralstadion, Leipzig, Germania                           | Liechtenstein | 2-0  | 4-0      | CM 2010: calificări                |
| 3 | 10 iulie 2010  | Stadionul Nelson Mandela Bay, Port Elizabeth, Africa de Sud | Uruguay       | 2-2  | 3-2      | Campionatul Mondial de Fotbal 2010 |

## Palmares

### Club
- Bayern München
  - Fußball-Bundesliga: 2007–2008
  - DFB-Pokal: 2008
  - DFB-Ligapokal: 2007

### Echipa națională
- Cupa Confederațiilor FIFA: locul 3: 2005
- Campionatul Mondial: locul trei: 2006, 2010
- Campionatul European de Fotbal: locul doi: 2008

## Statistica carierei
Ultima actualizare: 11 iulie 2010
| Club                     | Sezon            | Campionat domestic | Campionat domestic | Cupă domestică | Cupă domestică | Competiții coontinentale | Competiții coontinentale | Toate competițiile | Toate competițiile |
| Club                     | Sezon            | Ap.                | Goluri             | Ap.            | Goluri         | Ap.                      | Goluri                   | Ap.                | Goluri             |
| ------------------------ | ---------------- | ------------------ | ------------------ | -------------- | -------------- | ------------------------ | ------------------------ | ------------------ | ------------------ |
| Borussia Mönchengladbach | 2004–05          | 18                 | 1                  | 0              | 0              | -                        | -                        | 18                 | 1                  |
| Borussia Mönchengladbach | 2005–06          | 32                 | 3                  | 1              | 0              | -                        | -                        | 33                 | 3                  |
| Borussia Mönchengladbach | 2006–07          | 23                 | 1                  | 1              | 0              | -                        | -                        | 24                 | 1                  |
| Borussia Mönchengladbach | Total            | 73                 | 5                  | 2              | 0              | -                        | -                        | 75                 | 5                  |
| Bayern München           | 2007–08          | 17                 | 0                  | 3              | 0              | 10                       | 0                        | 30                 | 0                  |
| Bayern München           | Total            | 17                 | 0                  | 3              | 0              | 10                       | 0                        | 30                 | 0                  |
| Hamburg                  | 2008–09          | 25                 | 3                  | 4              | 1              | 10                       | 1                        | 39                 | 5                  |
| Hamburg                  | 2009–10          | 18                 | 6                  | 1              | 1              | 8                        | 3                        | 27                 | 10                 |
| Hamburg                  | Total            | 43                 | 9                  | 5              | 2              | 18                       | 4                        | 66                 | 15                 |
| Totalul carierei         | Totalul carierei | 133                | 14                 | 10             | 2              | 28                       | 4                        | 168                | 18                 |